# Oracle Application Development Framework
A számítástechnikában az Oracle Application Development Framework, amire általában Oracle ADF-ként hivatkoznak, a vállalati alkalmazások felépítéséhez biztosít Java keretrendszert. A Java EE fejlesztéshez kínál vizuális és deklaratív megközelítéseket. Támogatja a használatra kész tervezési mintákon, metaadatokon alapuló és vizuális eszközökön alapuló gyors alkalmazásfejlesztést.

## Támogatott technológiák
Az MVC architektúrán alapszik. Az Oracle ADF a következők bármelyik kombinációját támogatja:

### Modell
- Webszolgáltatások - SOAP és REST egyaránt
- TopLink - és EclipseLink
- JavaBeans
- POJO - egyszerű Java osztályok (Plain Old Java Objects)
- ADF Üzleti összetevők (entitás objektum, objektum nézet)
- Portletek
- CSV és XML fájlok
- SQL-lekérdezések

### Vezérlő
- JavaServer Faces (JSF)
- ADF Feladatfolyamok - a JSF vezérlő réteg kiterjesztése, amely teljes folyamatáramlást és újrafelhasználhatósági szempontokat ad hozzá.
- Struts
- Jspx (JavaServer Pages, a JSP szabvány XML-kompatibilis változata)

### Nézet
- Swing(Hinta)
- JavaServer Pages (JSP)
- JavaServer Faces (JSF)
- ADF Faces - egy Oracle általi implementációja a JavaServer Facesnek[1]
- Facelets
- ADF Mobile böngésző - Apache Trinidadon alapszik
- Excel az ADF asztali integrációval

Az Oracle JDeveloper ingyenes integrált fejlesztői környezete grafikus felületet biztosít adatkezelő alkalmazások létrehozásához ADF használatával.
Az Oracle Eclipse alapú eszközöket is kínál az ADF-hez az Oracle Enterprise Pack For Eclipse csomagban.
A megvalósítók Oracle ADF alkalmazásokat telepíthetnek Java EE kompatibilis tárolókra. Az Oracle WebLogic és az IBM WebSphere hivatalosan támogatottak. Az ingyenes ADF Essentials kiadás felhasználói támogatást vásárolhatnak ezekhez az alkalmazásokhoz a GlassFish-en.

## Történelem
Az Oracle Corporation 1999 óta forgalmazza az Oracle ADF egyes részeit - különösen az ADF Business Components (ADF Üzleti Összetevők) részeket -, amelyeket akkor "JBO", később "BC4J" ("Business Components for Java") néven ismertek.
Az aktuális ADF architektúrát az általános model/binding (modell/kötési) réteggel vezették be a JDeveloper 9.0.5 verziójában.
2006 júniusában az Oracle Corporation az ADF Faces komponens könyvtárat az Apache Trinidadnek adományozta. (Az ADF Faces, az Oracle JSF megvalósítása több mint 100 komponenst tartalmaz.) 2012 szeptemberében az Oracle "Oracle ADF Essentials" néven bevezette az alapvető Oracle ADF technológiák ingyenes verzióját.

## Lincencelés
Az Oracle ADF Essentials egy ingyenesen fejleszthető és telepíthető csomagja az Oracle ADF legfontosabb technológiáinak. A "teljes" Oracle ADF esetén: Az Oracle Application Server licenc tartalmaz egy komponenst egy bizonyos licencdíj fejében az Oracle ADF-hez. Ez azt jelenti, hogy minden olyan felhasználó, aki vásárolt egy Oracle Application Server licencet, ingyen használhatja az Oracle ADF-et. Azok a felhasználók, akik ADF-et akarnak telepíteni egy harmadik féltől származó alkalmazás-kiszolgálóra, ADF futásidejű licencet vásárolhatnak a helyi Oracle értékesítési irodában. A felhasználók ingyenesen fejleszthetik és tesztelhetik az Oracle ADF alkalmazásokat, de csak és kizárólag az Oracle JDeveloper alkalmazáson belül.
Az Oracle Corporation 2008 júniusában megvásárolta a WebLogicot, és így már nem számít harmadik féltől származó alkalmazáskiszolgálónak, így az ADF minden WebLogic licencben szerepel. 
A támogatott ügyfelek az Oracle ügyfélszolgálatának igénylésével hozzáférhetnek az Oracle ADF forráskódjához.

## Fordítás
Ez a szócikk részben vagy egészben  az   Oracle Application Development Framework című angol Wikipédia-szócikk ezen változatának fordításán alapul.  Az eredeti cikk szerkesztőit annak laptörténete sorolja fel. Ez a jelzés csupán a megfogalmazás eredetét és a szerzői jogokat jelzi, nem szolgál a cikkben szereplő információk forrásmegjelöléseként.